# Schmerikon

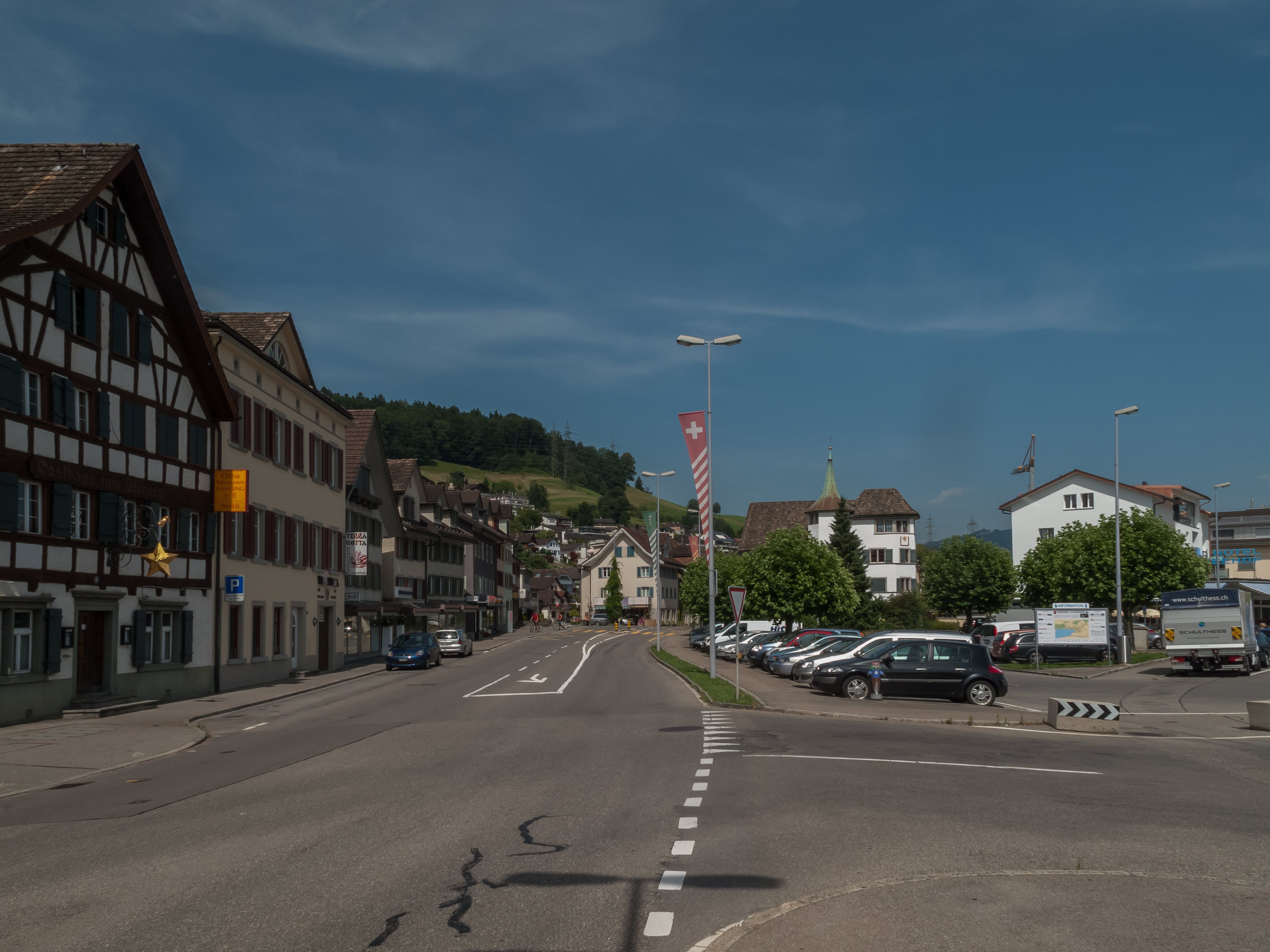
Schmerikon, straatzicht

Schmerikon is een gemeente en plaats in het Zwitserse kanton Sankt Gallen, en maakt deel uit van het district See-Gaster.
Schmerikon telt 3328 inwoners.

## Evenementen
In Schmerikon wordt sinds 2006 jaarlijks een veldrit georganiseerd: Badiquer Schmerikon. Vanaf het veldritseizoen 2009-2010 behoort de veldrit tot de wereldbeker veldrijden.